# Компактификация Волмэна — Шанина
Компактификация Волмэна — Шанина — это компактификация топологических пространств {\displaystyle T_{1}}, которую построил Волмэн.

## Определение
Точками компактификации {\displaystyle {\omega }X} Волмэна  пространства X являются максимальные собственные фильтры в частично упорядоченном множестве замкнутых подмножеств X. В явном виде, точка множества {\displaystyle {\omega }X} — это семейство {\displaystyle {\mathcal {F}}} замкнутых непустых подмножеств множества X, таких что {\displaystyle {\mathcal {F}}} замкнуто онтосительно конечных пересевений и максимально среди всех семейств, обладающих такими свойствами. Для любого закрытого подмножества F из X класс {\displaystyle \Phi _{F}} точек {\displaystyle {\omega }X}, содержащих F замкнут в {\displaystyle {\omega }X}. Топология {\displaystyle {\omega }X} порождается этими замкнутыми классами. Множество {\displaystyle {\omega }X} с порождённой топологией называется расширением Волмэна пространства X.
Теорема: Для каждого {\displaystyle T_{1}} пространства X его волмэновское расширение {\displaystyle {\omega }X} является компактным {\displaystyle T_{1}} пространством, содержащим X в качестве всюду плотного подпространства, причём каждое непрерывное отображение {\displaystyle f\colon X\to Z} пространства X в произвольный компакт Z можно продолжить до непрерывного отображения {\displaystyle F\colon {\omega }X\to Z}.

## Специальные случаи
Теорема: Волмэновское расширение {\displaystyle {\omega }X} пространства X является хаусдорфорвым пространством в том и только в том случае, если X нормально.
Следствие: Если пространство X нормально, то его волмэновское расширение {\displaystyle {\omega }X} является компактификацией пространства X, эквивалентной стоун-чеховской компактификации этого пространства.

## См также
- Решётка (алгебра)
- Бесточечная топология[англ.]